# Jürgen Koffler
Jürgen Koffler (ur. 7 maja 1960 w Karlsruhe) – niemiecki lekkoatleta, sprinter, olimpijczyk. W czasie swojej kariery reprezentował Republikę Federalną Niemiec.

## Kariera sportowa
Zajął 5. miejsce w sztafecie 4 × 100 metrów na igrzyskach olimpijskich w 1984 w Los Angeles. Koffler wystąpił w biegach półfinałowym i finałowym, zastępując biegnącego w eliminacjach Christiana Zirkelbacha.
Później skoncentrował się na bieganiu na dystansie 400  metrów. Wystąpił w tej konkurencji na halowych mistrzostwach Europy w 1986 w Madrycie, ale odpadł w eliminacjach. 
Koffler był brązowym medalistą RFN w biegu na 100 metrów w 1984. Był również mistrzem RFN w sztafecie 4 × 100 metrów w 1981 i 1984. W hali był brązowym medalistą swego kraju w biegu na 400 metrów w 1986.

## Rekordy życiowe
Jürgen Koffler miał następujące rekordy życiowe:
- bieg na 100 metrów – 10,39 s (24 czerwca 1983, Brema)[6]
- bieg na 400 metrów – 46,27 s (7 lipca 1985, Wiesloch)[7]